# Igreja de Santiago Maior (Camarate)
A  Igreja de Santiago Maior, Igreja Paroquial de Camarate, Igreja de São Tiago ou Igreja Matriz Paroquial de Santiago Maior de Camarate localiza-se na confluência da Praça 1.º de Maio com as Ruas Avelino Salgado de Oliveira e Guilherme Gomes Fernandes, no centro da vila de Camarate, Município de Loures, sendo em torno desta edificação que se procedeu ao crescimento urbano da povoação ao longo dos séculos.
A Igreja de Santiago, incluindo todo o seu revestimento de azulejo, talha e pinturas, foi classificada como Imóvel de Interesse Público em 1996.

## História
A primitiva igreja camaratense foi mandada edificar na década de 1370 pelo bispo de Lisboa D. Agapito Colona (que governou a diocese de 1371 a 1378). A igreja foi-se degradando com o tempo, dando lugar à reconstrução de uma nova por volta de 1511, na mesma altura em que a freguesia civil e eclesiástica de Camarate foi separada da vizinha Sacavém (por foral de D. Manuel I de 1 de maio desse ano). Contudo, o actual edifício data do início do século XVII, altura em que foi uma vez mais reconstruído.

## Características arquitectónicas

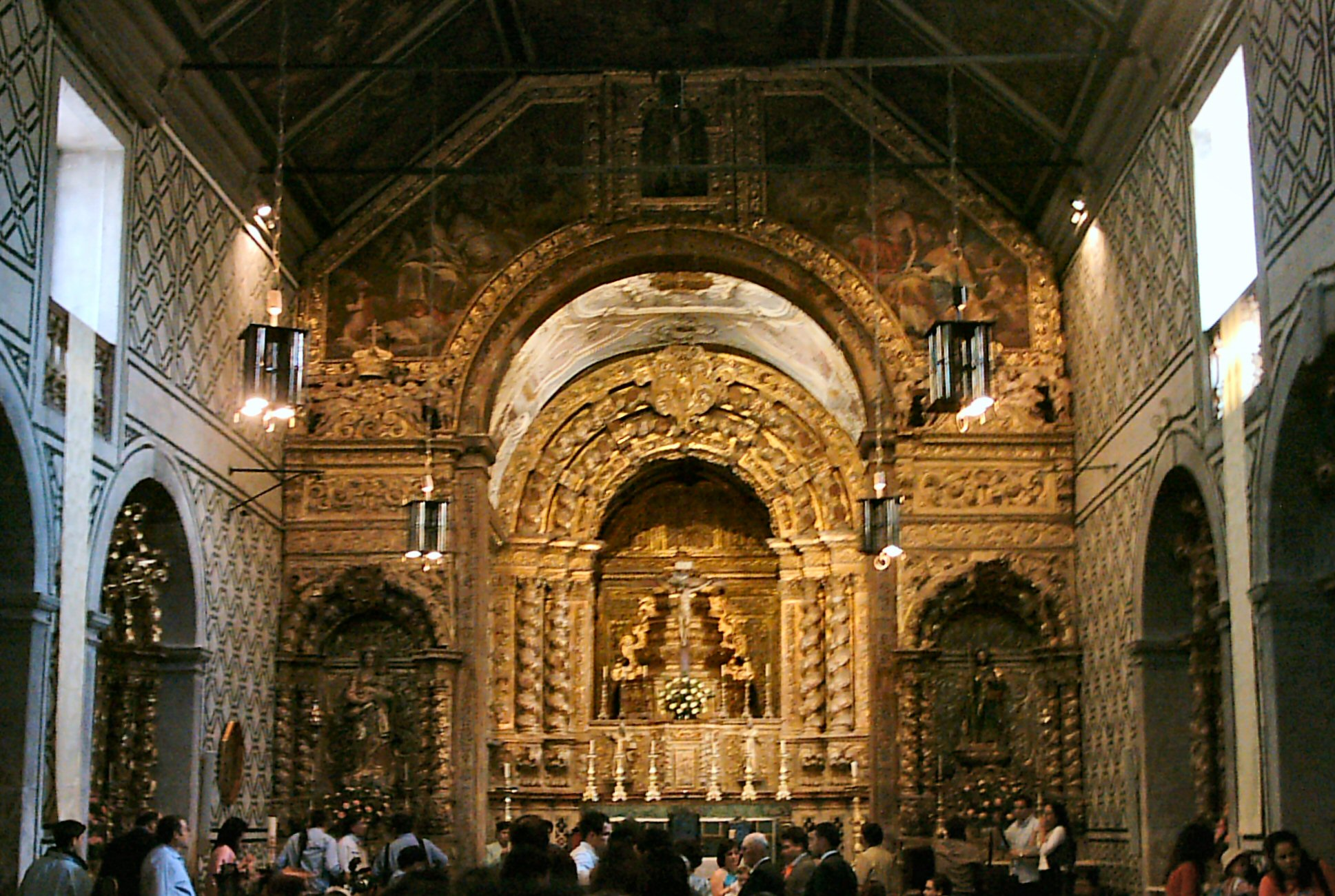
Interior da Igreja de Camarate.

Trata-se de um templo de uma só nave e capela-mor.
A fachada é sóbria, tendo como elemento central o portal rectangular em mármore, encimado por um frontão triangular; sobre este, uma janela rectangular. À direita, acha-se a torre sineira, rematada por uma cúpula.

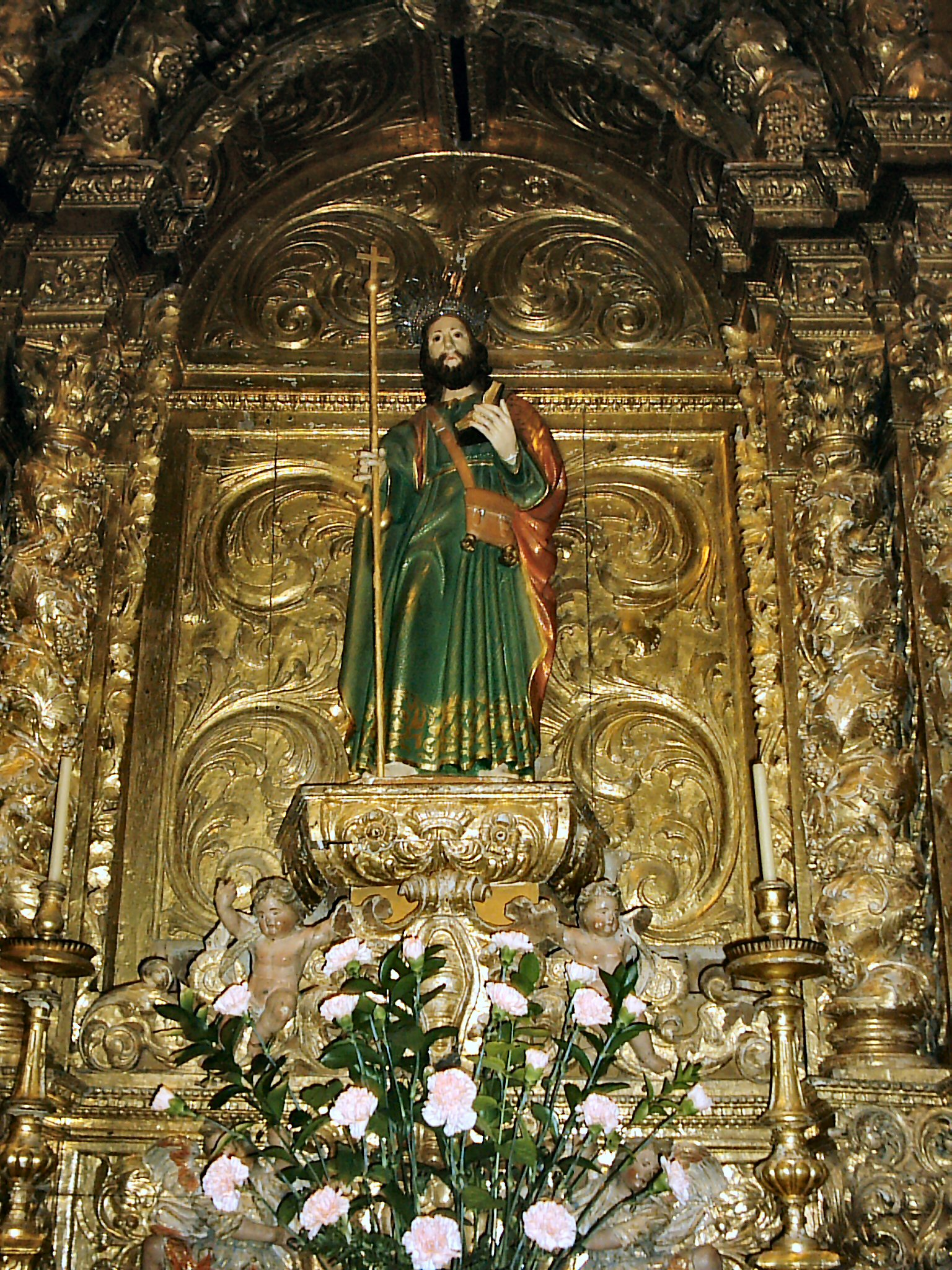
Imagem de Santiago Maior, padroeiro da Igreja, situada no altar direito da capela-mor.

No interior seiscentista, destacam-se os azulejos brancos e verdes dispostos em padrão geométrico, a pedra do altar em mármore e ainda o tecto recoberto de pinturas dos meados do século XVII representando cenas da vida de Cristo. Ao longo da nave encontram-se quatro altares laterais, e ainda dois a rodear a capela-mor, dedicados, respectivamente, a Santiago e a Nossa Senhora do Rosário.
De destacar também o belíssimo trabalho da talha dourada na capela-mor, bem como o tecto de estuque. Nas duas paredes laterais do altar-mor acham-se duas telas recentemente restauradas, pintadas por volta de 1710 por António Machado Sapeiro.
No exterior, no adro da Igreja, acha-se também um magnífico cruzeiro manuelino, o único elemento do conjunto que remonta ao século XVI.

## Protecção
A Igreja Matriz de Camarate, com o seu recheio e o cruzeiro, foi declarada Imóvel de Interesse Público pelo decreto n.º 2/96, de 6 de Março de 1996.